# کوه‌های مرکزی پانگه‌آ

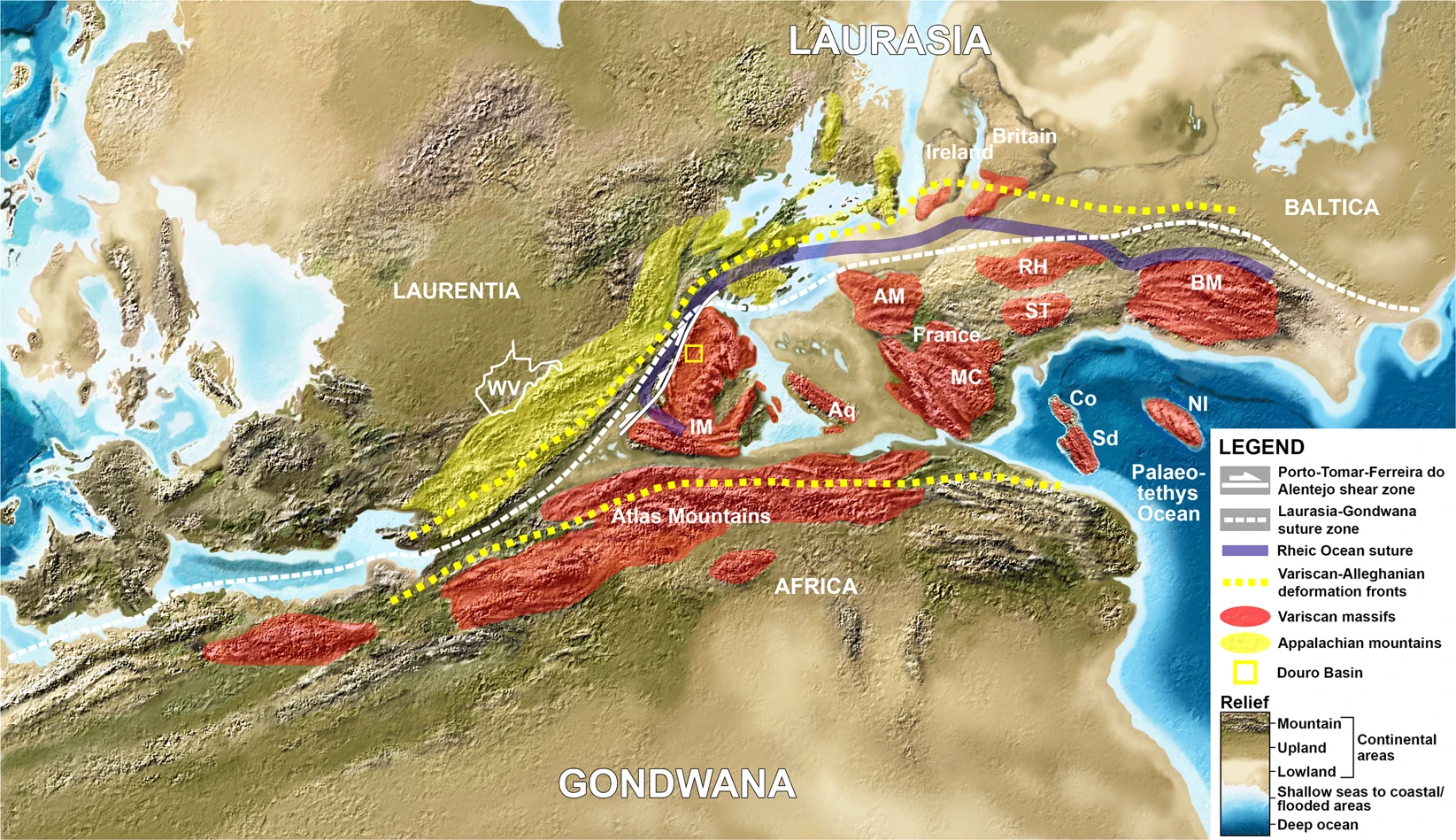
نقشه کوه‌های مرکز پانگه‌آ در اواخر دوره کربنیفر و اوایل دوره پرمین، شامل محدوده‌های توده‌کوه مرکزی (MC)، توده‌کوه بوهمی (BM)، کرس (Co)، ساردینیا (Sa)، توده‌کوه ایبری (IM)، ویرجینیای غربی (WV)، آکیتن (Aq)، توده‌کوه آرموریکی (AM)، شمال ایتالیا (NI)، و بخش‌های رهنو-هریسین (RH) و ساکسو-تورینگین (ST).

کوه‌های مرکزی پانگه‌آ (انگلیسی: Central Pangean Mountains)، زنجیره‌ای گسترده از کوه‌ها بود که به‌صورت شمال‌شرق-جنوب‌غرب بودند در مرکز ابرقاره پانگه‌آ در دوران کربنیفر، پرمین و تریاس قرار داشت. این کوه‌ها در نتیجه برخورد میان دو بخش بزرگ خشکی لوراسیا (که با نام لوروسیا نیز شناخته می‌شود) و گوندوانا در هنگام تشکیل پانگه‌آ شکل گرفتند. در اوج ارتفاع خود در ابتدای دوره پرمین، ارتفاع این رشته‌کوه با هیمالیای امروزی قابل مقایسه بود. بازمانده‌های این رشته‌کوه عظیم شامل رشته‌کوه آپالاش و کوه‌های اوآچیتا در آمریکای شمالی و همچنین توده‌کوه بوهمی و توده‌کوه مرکزی در اروپا می‌باشند.
چندین دوره کوه‌زایی در تشکیل کوه‌های مرکزی پانگه‌آ نقش داشتند که از آن جمله می‌توان به کوه‌زایی آکادین، کوه‌زایی کالدونین، کوه‌زایی آلگینین، کوه‌زایی موریتانید و کوه‌زایی واریسکی اشاره کرد.
بخش‌های شرقی این رشته‌کوه با نام کوه‌های واریسکی نیز شناخته می‌شوند.

## تشکیل و زوال

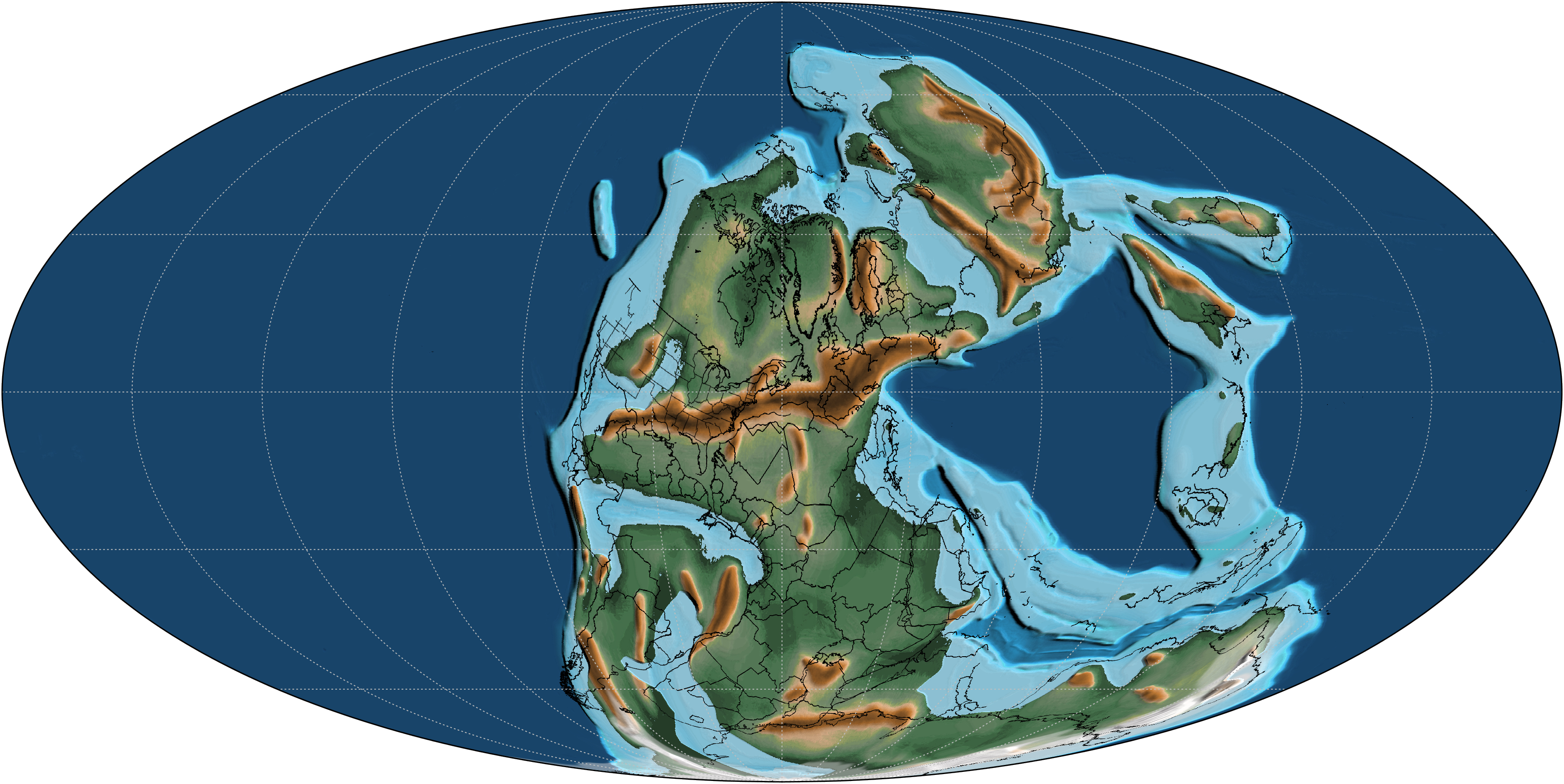
نقشه زمین در اوایل دوره پرمین، حدود ۲۸۵ میلیون سال پیش، نشان‌دهنده رشته‌کوه مرکزی پانگه‌آ در استوا

کوه‌های مرکزی پانگه‌آ در نتیجه برخورد لوراسیا و شمال گوندوانا به‌عنوان بخشی از کوه‌زایی واریسکی و کوه‌زایی آلگینین شکل گرفتند. این فرایند در دوره کربنیفر حدود ۳۴۰ میلیون سال پیش آغاز شد و تا ابتدای دوره پرمین، یعنی حدود ۲۹۵ میلیون سال پیش، به تکمیل رسید؛ زمانی که این رشته‌کوه در اوج ارتفاع خود قرار داشت. در طول دوره پرمین، این رشته‌کوه تحت هوازدگی فیزیکی و مکانیکی شدید قرار گرفت که موجب کاهش ارتفاع قله‌ها به حدود نیمی از اندازه اولیه آن‌ها تا اواخر دوره پرمین (لوپینگین) و ایجاد دره‌های عمیق میان‌کوهی شد.
تا میانه‌های دوره تریاس، کوه‌های مرکزی پانگه‌آ به‌طور چشمگیری کاهش ارتفاع یافتند و تا اوایل دوره ژوراسیک، یعنی حدود ۲۰۰ میلیون سال پیش، این رشته‌کوه در غرب اروپا به تعداد محدودی مناطق مرتفع تبدیل شد که توسط حوضه ساختاری عمیق دریایی احاطه شده بودند.

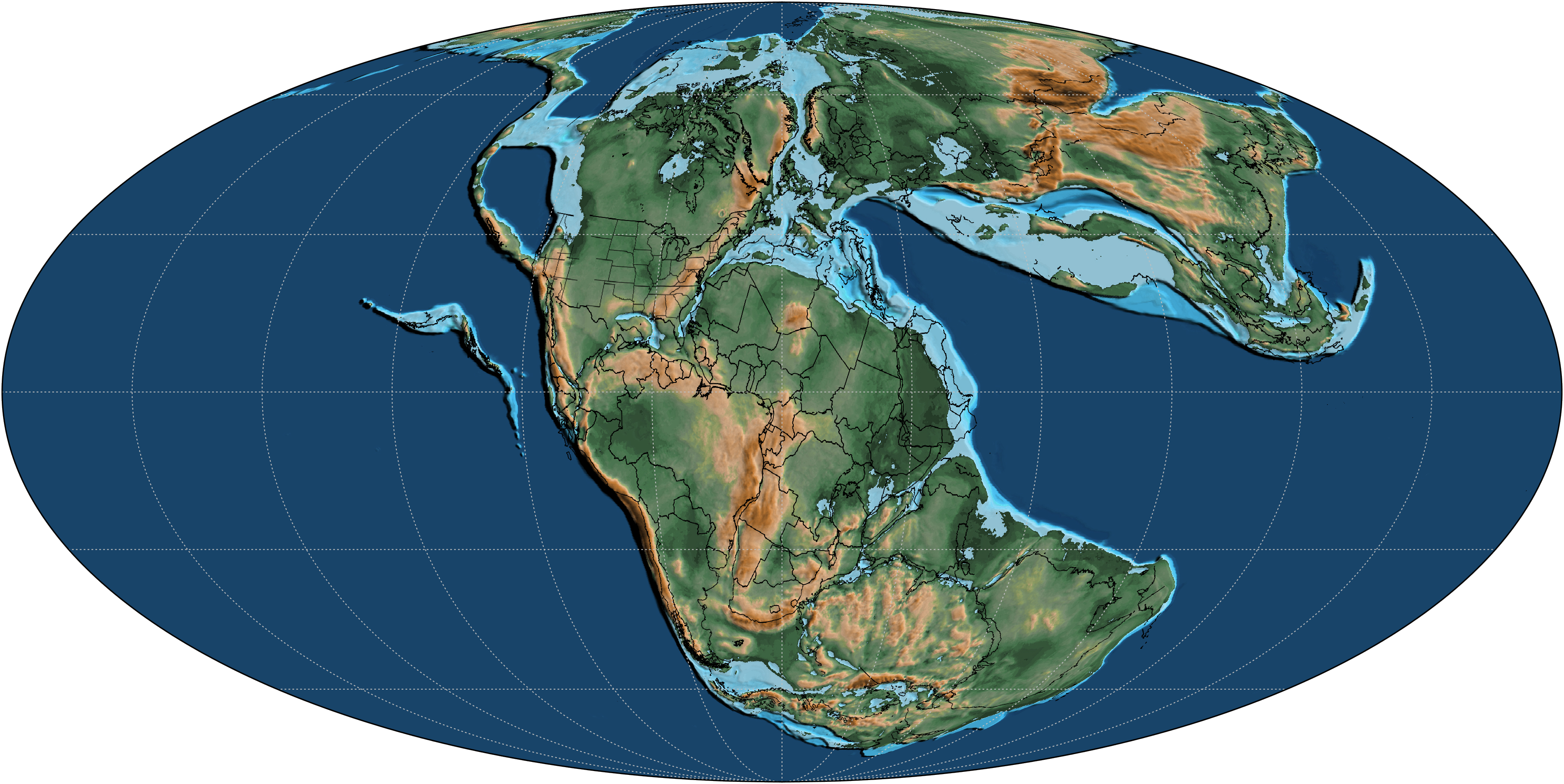
نقشه زمین در اوایل دوره ژوراسیک، حدود ۱۹۰ میلیون سال پیش، نشان‌دهنده کاهش و پراکندگی کوه‌های مرکزی پانگه‌آ

## اقلیم
مدل‌سازی‌های اقلیمی نشان می‌دهند که کوه‌های مرکزی پانگه‌آ در اواخر دوره کربنیفر به تشکیل و انباشت مقادیر عظیمی از زغال‌سنگ کمک کردند. این کوه‌ها منطقه‌ای با بارش‌های سنگین سالانه و بدون فصل خشک، مشابه اقلیم باد موسمی ایجاد کردند که برای حفظ تورب در مرداب‌های زغال‌سنگ ضروری است.
در اوایل تا میانه دوره پرمین، کوه‌های مرکزی پانگه‌آ مستقیماً زیر کمربند باران گرمسیری قرار داشتند. داده‌های مربوط به رسوبات بادرفت در تشکیل سالاگو در فرانسه که به دوره پرمین بازمی‌گردند، نشان می‌دهد که نواحی مرتفع کوه‌های مرکزی پانگه‌آ احتمالاً دارای یخچال طبیعی بوده‌اند، هرچند این مناطق در استوا واقع شده بودند.
به دلیل ابعاد عظیم و جهت‌گیری تقریباً موازی این کوه‌ها با خط استوا، در اواخر دوره پرمین کوه‌های مرکزی پانگه‌آ یک سایه باران در شمال این رشته‌کوه ایجاد کردند که مانع از بارش‌های باد موسمی نیم‌کره جنوبی شد و به تشکیل ذخایر عظیم نمک زشتین در اروپا کمک کرد.